# Bartho Treis
Bartho Treis (* 1938) ist ein deutscher Wirtschaftswissenschaftler und Hochschullehrer.

## Werdegang
Treis studierte zunächst Rechtswissenschaft und legte 1961 am Oberlandesgericht Hamm das erste juristische Staatsexamen ab. 1966 folgte der Abschluss als Diplom-Kaufmann an der Ludwig-Maximilians-Universität München. Dort promovierte er drei Jahre später mit der Dissertation Die Beschaffung landwirtschaftlicher Produkte durch Unternehmen der Ernährungswirtschaft. Von 1974
bis 2003 war Treis Professor für Betriebswirtschaftslehre an der Georg-August-Universität Göttingen. Seine Forschungsschwerpunkte sind Marketing sowie Handels- und Umweltökonomie. Außerdem verfasste er mehrere Lehrbücher über Marketing und Allgemeine Betriebswirtschaftslehre.

## Publikationen (Auswahl)

### Monographien
- Die Beschaffung landwirtschaftlicher Produkte durch Unternehmen der Ernährungswirtschaft. Eine Gegenüberstellung von vertikal-kooperativer und freier Beschaffungsstrategie, Duncker & Humblot, Berlin 1969.
- Marketing in Frage und Antwort, Duncker & Humblot, Berlin 1974, ISBN 3-428-02783-3.
- Abgrenzung des sachlich relevanten Marktes im Lebensmitteleinzelhandel, Göttingen 1986, ISBN 3-925327-06-1.
- Grundlagen der Allgemeinen Betriebswirtschaftslehre (= Göttinger Handelswissenschaftliche Schriften 25), 3. Auflage, Göttingen 1992, ISBN 3-925327-24-X.
- Handelsmanagement. Ein Lernbuch (= Göttinger Handelswissenschaftliche Schriften 53), 2. Auflage, Göttingen 1998, ISBN 3-925327-52-5.
- Handelsmarketing. Ein Lernbuch, (= Göttinger Handelswissenschaftliche Schriften 36), 2. Auflage, Göttingen 2000, ISBN 3-925327-59-2.

### Aufsätze
- Die Analyse der Annahmen über das Käuferverhalten in ausgewählten Urteilen der Wettbewerbsrechtsprechung. In: Anton Heigl: Betriebswirtschaftslehre und Recht, Gabler, Wiesbaden 1979, S. 301–324, ISBN 3-409-39191-6.
- mit Dirk Funck: Ökologieorientiertes Handelsmanagement in 'Re'- Distributionssystemen. Neue Herausforderungen an eine wirtschaftsstufenübergreifende Führung von Handelsbetrieben. In: Handelsforschung 1993/94 (1993), S. 45–59.
- mit Susanne Wolf: Kundenzufriedenheit und Kundenbindung. Neue Dimensionen im Handelsmarketing? In: Hans H. Bauer: Wege des Marketing. Festschrift zum 60. Geburtstag von Erwin Dichtl, Duncker & Humblot, Berlin 1995, S. 335–347, ISBN 3-428-08249-4.
- mit Rainer P. Lademann: Factory-Outlet-Center. Innovation gegen den traditionellen Einzelhandel? In: Jahrbuch der Absatz- und Verbrauchsforschung 44 (1998), S. 116–129.
- mit Heike Gripp: Die Funktion der Handelsmarke und ihr Schutz durch das Markenrecht. In: Manfred Bruhn: Handelsmarken. Zukunft der Handelsmarkenpolitik, Schäffer-Poeschel, Stuttgart 2001, S. 165–185, ISBN 3-7910-1814-0.
- Die Entwicklung des mittelständischen Einzelhandels in Deutschland. In: Klaus  Gutknecht: Erfolgreich im mittelständischen Einzelhandel. Erprobte Methoden, Hilfsmittel und Erfolgsstrategien, Kastner,  Wolnzach 2010, S. 33–50, ISBN 978-3-941951-08-2.